# Trelleborgs simsällskap
Trelleborgs simsällskap (Trelleborgs SS eller TSS) var en simklubb som grundades i Trelleborg 1922. I början av 2000-talet hade föreningen 1300 medlemmar, då den 2004 splittrades i Trelleborgs SS och Trelleborgs kappsim (Trelleborgs KS eller TKS). I september 2013 gick föreningarna åter samman och bildade Trelleborg Sim (TS).
Simmare som deltagit i Olympiska spel samtidigt som de simmat för TSS är:
- Gisela Thidholm 1948
- Camilla Johansson 2000
- Mattias Ohlin 2000, 2004
- Ida Marko-Varga 2004[5]